# Новая Серёдка
Новая Серёдка — деревня в Скребловском сельском поселении Лужского района Ленинградской области.

## История
Деревня Новая Серёдка, состоящая из 20 крестьянских дворов, упоминается на карте Санкт-Петербургской губернии Ф. Ф. Шуберта 1834 года.

НОВАЯ СЕРЕДКА — деревня принадлежит Ведомству государственного имущества, число жителей по ревизии: 67 м. п., 70 ж. п. (1838 год)

Деревня Новая Серёдка из 20 дворов отмечена на карте профессора С. С. Куторги 1852 года.

СЕРЕДКА — деревня Ведомства государственного имущества, по просёлочной дороге, число дворов — 20, число душ — 76 м. п. (1856 год)

СЕРЕДКА — деревня, число жителей по X-ой ревизии 1857 года: 72 м. п., 90 ж. п.

СЕРЕДКА — деревня казённая при ключе, число дворов — 25, число жителей: 73 м. п., 90 ж. п. (1862 год)

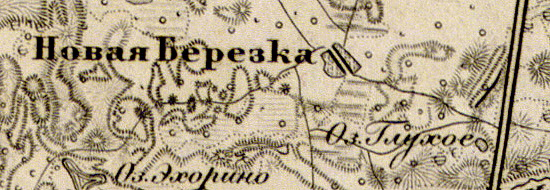
Деревня Новая Серёдка на карте 1863 года

Согласно карте из «Исторического атласа Санкт-Петербургской Губернии» 1863 года деревня называлась Новая Берёзка.
Согласно подворной описи 1882 года:

СЕРЕДКА — деревня Жглинского земского общества Городецкой волости
  
домов — 42, душевых наделов — 71, семей — 28, число жителей — 87 м. п., 88 ж. п.; разряд крестьян — бывшие государственные

В XIX веке деревня административно относилась ко 2-му стану  Лужского уезда Санкт-Петербургской губернии, в начале XX века — к Городецкой волости 5-го земского участка 4-го стана.
По данным «Памятной книжки Санкт-Петербургской губернии» за 1905 год деревня называлась Серёдка и входила в Мглинское сельское общество.
С 1917 по 1923 год деревня Вольная Серёдка входила в состав Домкинского сельсовета Городецкой волости Лужского уезда.
С 1923 года, в составе Лопанецкого сельсовета.
С 1924 года, в составе Жглинского (Александровского) сельсовета.

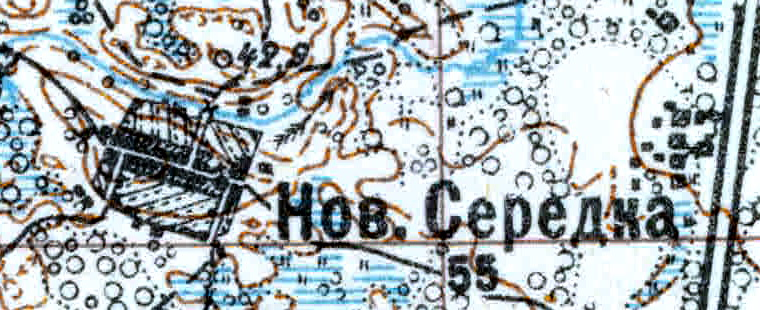
Деревня Новая Серёдка на карте 1926 года

Согласно топографической карте 1926 года деревня насчитывала 55 крестьянских дворов, на восточной окраине деревни находилась часовня.
С февраля 1927 года, в составе Лужской волости, с августа 1927 года — Лужского района.
С 1928 года, в составе Городецкого сельсовета.
По данным 1933 года деревня называлась Вольная Серёдка и входила в состав Городецкого сельсовета Лужского района.
С 1 января 1939 года деревня Вольная Серёдка стала называться Новая Серёдка.
C 1 августа 1941 года по 31 января 1944 года деревня находилась в оккупации.
В 1958 году население деревни Новая Серёдка составляло 102 человека.
По данным 1966 года деревня Новая Серёдка также входила в состав Городецкого сельсовета.
По данным 1973 года деревня Новая Серёдка входила в состав Калгановского сельсовета.
По данным 1990 года деревня Новая Серёдка входила в состав Межозёрного сельсовета.
По данным 1997 года в деревне Новая Серёдка Межозёрной волости проживали 25 человек, в 2002 году — 29 человек (русские — 86 %).
В 2007 году в деревне Новая Серёдка Скребловского СП проживали 27 человек.

## География
Деревня расположена в южной части района на автодороге 41К-682 (подъезд к дер. Новая Серёдка).
Расстояние до административного центра поселения — 9 км.
Расстояние до ближайшей железнодорожной станции Луга I — 17 км.

## Демография
| 1838 | 1862 | 1958 | 1997 | 2007 | 2010 | 2017 |
| ---- | ---- | ---- | ---- | ---- | ---- | ---- |
| 137  | ↗163 | ↘102 | ↘25  | ↗27  | ↗32  | ↘30  |

## Улицы
Центральная.